# 諸山文彦
諸山 文彦（もろやま ふみひこ、1943年8月14日 - ）は、三重県出身の元バスケットボール選手・指導者。身長183cm。ポジションはフォワード。「ミスター・バスケットボール」の異名を持つ。

## 来歴
東橋北小学校でバスケを始め、橋北中学校では県大会の決勝に進んだ。
しかし、桑名高校進学後は陸上部に入部し、走り幅跳びと走り高跳びに取り組んだが、結果は残せず。そんな中、中学時代に指導を受けたことがあるバスケ部の顧問から誘われて1年の途中でバスケ部に転籍。再びバスケの世界に足を踏み入れた。高校3年に東京五輪に向けた強化合宿に招集されたのを機に、全日本で活躍。
日本大学進学後、大学バスケ界の名監督と謳われた細島繁の指導を受ける。
卒業後は日本鋼管に入社。日本リーグ4連覇に貢献。
全日本でも東京五輪を始め、1963年と1967年の世界選手権などに出場。
1973年現役引退。鋼管津のコーチに就任。
1976年には鋼管本社のコーチとなる。
その後日本実業団バスケットボール連盟の役員を務め、2005年から2年間は理事長となる。
2008年、日本バスケットボール協会常務理事に就任。

## 経歴
- 桑名高校 - 日本大学 - 日本鋼管（1966年〜1973年）

## 日本代表歴
- 1963・1967年世界選手権
- 1964年東京五輪
- 1965年ユニバーシアード